# Папикян, Сурен Рафикович
Сурен Рафикович Папикян (арм. Սուրեն Ռաֆիկի Պապիկյան; род. 26 апреля 1986, Степанаван, Армянская ССР, СССР) — армянский государственный, политический и партийный деятель, историк, член партии «Гражданский договор», бывший председатель правления партии «Гражданский договор». Территориальный РА бывший министр управления и развития (2018—2019), бывший министр территориального управления и инфраструктуры РА, бывший вице-премьер-министр РА (2 августа — 15 ноября 2021). Министр обороны РА (с 15 ноября 2021).

## Биография
Сурен Папикян родился 26 апреля 1986 года в городе Степанаван Лорийской области.
В 2003 году окончил степанаванскую школу № 1 и поступил на исторический факультет ЕГУ. Во время учёбы был призван в Вооружённые силы Армении.
В 2010—2012 годах учился в магистратуре исторического факультета ЕГУ. Он получил степень магистра с отличными результатами.
В 2009—2012 годах возглавлял Студенческое научное общество исторического факультета ЕГУ. За отличную успеваемость награждён стипендией факультета «Татул Крпеян».
Параллельно с учёбой с 2010 по 2016 год работал учителем истории в Ереванской средней школе № 54, а с 2011 года в колледже «Квант».
В 2012—2016 годах обучался в аспирантуре Санкт-Петербургского государственного университета.

## Политическая деятельность
30 октября 2016 года избран членом правления партии «Гражданский договор».
4 ноября 2016 года избран заместителем председателя правления партии «Гражданский договор» и является одним из учредителей партии «Гражданский договор». 30 октября 2017 года избран членом правления партии.
На парламентских выборах 2 апреля 2017 года блок «Елк» выдвинул кандидата в депутаты по избирательному округу № 9, в который входит Лорийская область, по рейтинговой избирательной системе.
В 2018 году — участник гражданской инициативы «Мой шаг», участвовал в Бархатной революции, в ходе которой был арестован 10 апреля.
11 мая 2018 года по предложению премьер-министра РА Никола Пашиняна президент РА Армен Саркисян назначил Сурена Папикяна министром территориального управления и развития РА.
В ходе кампании по проведению внеочередных парламентских выборов 9 декабря 2018 года возглавлял предвыборный штаб блока «Мой шаг».
На внеочередных парламентских выборах, состоявшихся 9 декабря 2018 года, получил 14 885 голосов, являясь одним из кандидатов по пропорциональному открытому списку блока «Мой шаг» по избирательному округу № 9, охватывающему Лорийскую область.
4 января 2019 года подал в отставку с депутатского мандата.
1 июня 2019 года по представлению премьер-министра РА президент РА назначил Сурена Папикяна министром территориального управления и инфраструктуры РА.
В ходе 5-й конференции партии «Гражданский договор», состоявшейся 16 июня 2019 года, был избран председателем отделения ГП.
15 ноября 2021 года Сурен Папикян был назначен министром обороны Республики Армения по предложению премьер-министра Армении Никола Пашиняна и с согласия президента Армении Армена Саркисяна.